# 柯尼斯堡号小巡洋舰 (1915年)
柯尼斯堡号是德意志帝国海军于第一次世界大战期间建造的四艘柯尼斯堡级小巡洋舰的首舰，得名于1915年在魯菲吉河三角洲海戰期间被摧毁的第一代柯尼斯堡号。新舰于1914年在不来梅的威悉船厂开始架设龙骨，并于1915年12月下水，至1916年8月交付公海舰队使用。柯尼斯堡号的主舰炮为八门150毫米45倍径速射炮，最高速度为27.5节。
柯尼斯堡号在入役后主要跟随第二侦察集群行动；1917年9月，它参加了针对里加湾内波罗的海岛屿的大型两栖作战——阿尔比恩行动。两个月后，舰只又在第二次黑尔戈兰海战中遭到英国战列巡洋舰的攻击。它被反击号的炮弹命中，引发了大火并使其航速显著降低。然而，它仍可在两艘德国战列舰的掩护下逃脱。至战争最后的日子里，她本将参加整个公海舰队袭击大舰队的出击行动，但爆发的叛乱迫使该计划被取消。战后，舰只搭载着海军少将胡戈·莫伊雷尔前往斯卡帕湾，就扣押公海舰队的计划进行磋商。然而，柯尼斯堡号并未被扣押，因此逃过了德国舰队的集体自沉，并且作为战利舰被割让予法国。它在当地被重命名为梅斯号（法語：Metz），跟随法国海军服役直至1933年，继而于1936年最终拆解报废。

## 设计
柯尼斯堡号是为替代老旧的小巡洋舰瞪羚号而以“瞪羚替舰（Ersatz Gazelle）”为代号进行订购，并于1914年在不来梅的威悉船厂开始架设龙骨。这是该船厂从德意志帝国海军获得的第十一份小巡洋舰建造合同，且还将承建姊妹舰埃姆登号，使得在威悉竣工的小巡洋舰数量占了所有德国小巡洋舰的四分之一强。1915年12月18日，柯尼斯堡号在没有举行任何仪式的情况下下水，继而展开舾装工作。至1916年8月12日，舰只正式投入公海舰队使用。
柯尼斯堡号的全长为151.4（496英尺9英寸），有14.2（46英尺7英寸）的舷宽和5.96（19英尺7英寸）的前吃水。在满载情况下，舰只的排水量可达7,125公噸（7,012長噸）。其推进系统由两套蒸汽轮机组成，以驱动两副直径为3.5（11英尺6英寸）的三叶螺旋桨。舰只设计可输出31,000匹軸馬力（23,000千瓦特）的额定功率。它由十台燃煤水管锅炉和两台燃油双头式水管锅炉提供动力，这使得舰只的最高速度可达27.5節（50.9每小時）。柯尼斯堡号能够携带1,340公噸（1,320長噸）煤和额外500公噸（490長噸）燃油，允许其以12節（22每小時）的速度续航4,850海里（8,980）。舰只的标准船员编制则为17名军官和458名水兵。
柯尼斯堡号配备有八门单座安装的150毫米45倍径速射炮。其中两门并排布置在艏艛前方，四门设于舰舯、每边各两门，以及两门以背负式成对布置在舰艉。炮管的仰角可提升至30°，使其可以瞄准最高达17,600（19,200碼）开外的目标。它它们共提供1040发弹药，其中每炮130发。舰只的防空武器由两门88毫米45倍径速射炮组成，均安装在烟囱后方的中心线上。它还标配搭载有四具500（19.7英寸）鱼雷管和八枚鱼雷，其中两具浸没舷侧的船体内、两具被安装在甲板上的旋转发射器内。舰只同样可携带多达200枚水雷。在装甲方面，柯尼斯堡号受到60（2.4英寸）厚的水线装甲带保护；司令塔的侧面有100（3.9英寸）厚，而甲板的厚度也为60毫米。

## 服役历史

### 阿尔比恩行动

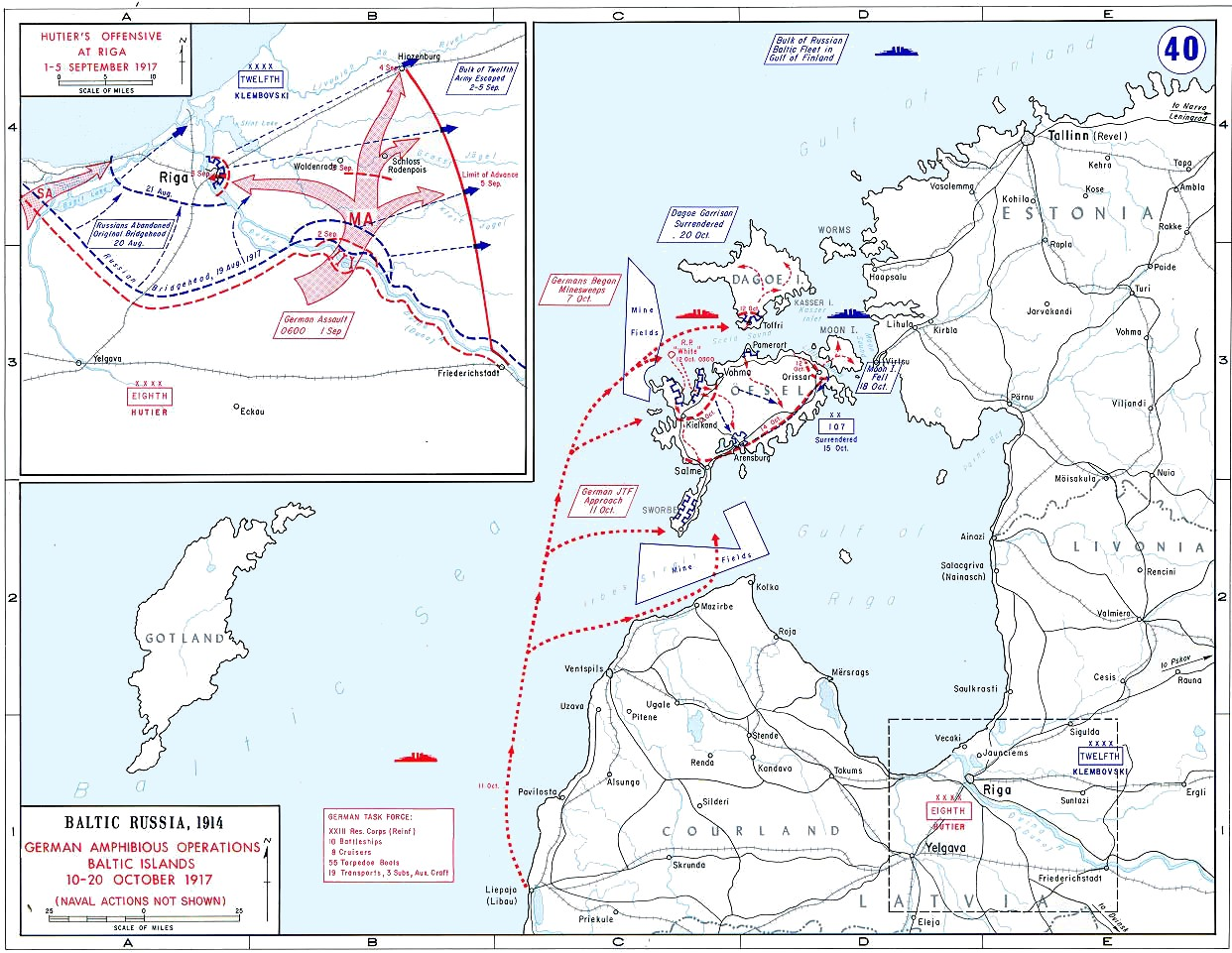
德国海军与陆军在行动中的调遣图

1917年9月上旬，继德国攻克俄国港口里加后，德国海军决定肃清仍然控制着里加湾的俄国海军力量。为此目的，海军参谋本部的行动计划是夺取波罗的海岛屿萨雷马岛，以及特别是部署在瑟爾韋半島上的俄国岸基炮台。9月18日，联合陆军的两栖作战行动受命出发，以占领萨雷马岛及穆胡岛；海军的主力是由一个特编部队组成，其中包括旗舰毛奇号，以及公海舰队的第三和第四战列分舰队。共计约24600名官兵参与此次入侵。柯尼斯堡号随第二侦察集群余部则负责为特编部队提供巡洋舰屏护。
行动于10月12日上午开始，当时毛奇号与第三分舰队的舰只在塔加湾与俄国阵地交战，而第四分舰队则在萨雷马岛的瑟尔韦半岛轰击俄国岸基炮台。柯尼斯堡号作为第二侦察集群司令、海军少将路德维希·冯·罗伊特的旗舰驶向塔加湾，将地面部队司令、步兵上将路德维希·冯·埃斯托夫及其随员搭载上舰。埃斯托夫对德国步兵的作战行动进行协调，使之迅速制服了俄国对手。在10月18－19日，柯尼斯堡号与第二侦察集群余部本将对在达戈岛附近作业的扫雷舰提供掩护，但由于扫雷舰不足和天气恶劣，行动被迫推迟。19日，柯尼斯堡号与纽伦堡号和但泽号被派往拦截据报在该地区出没的两艘俄国鱼雷艇。罗伊特无法找到对方的位置，便中止了行动。至10月20日，里加湾诸岛已受到德国人控制，俄国海军部队均已被歼灭或是被迫撤离。海军参谋本部遂下令海军部队返回北海。

### 在北海的行动

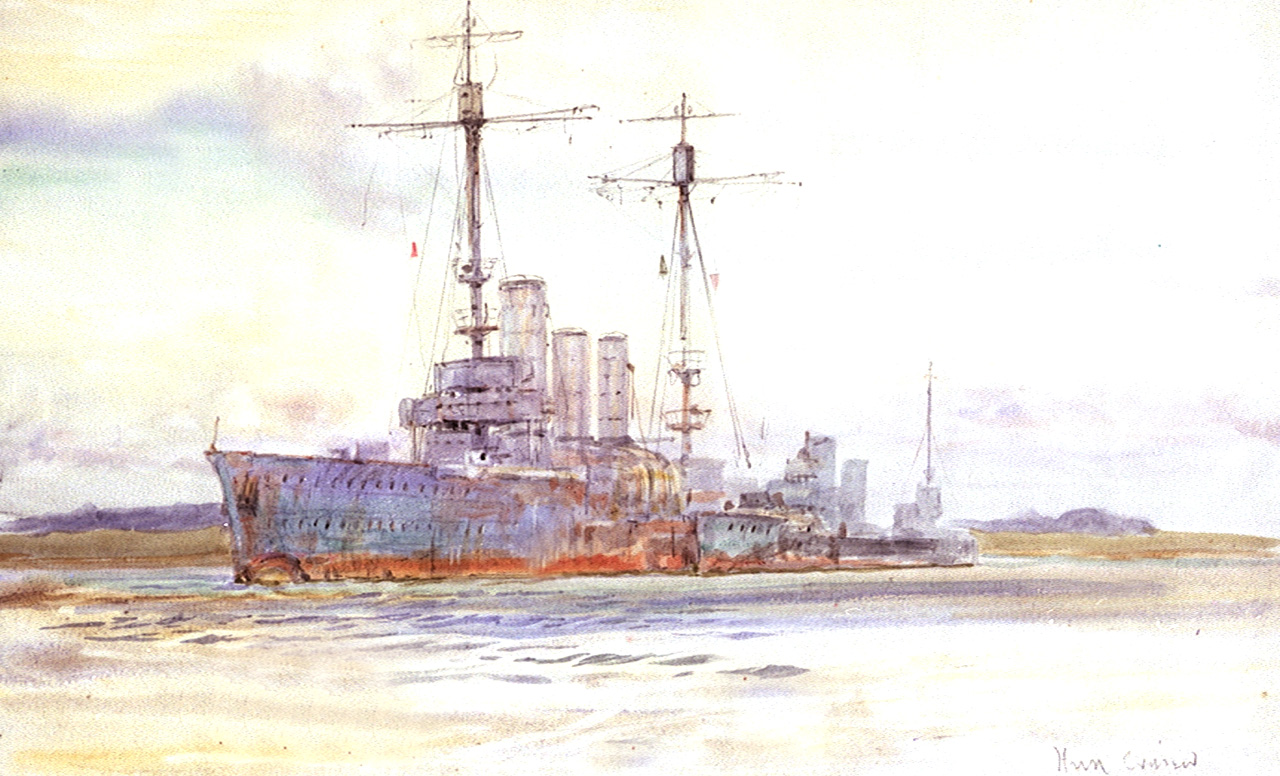
柯尼斯堡号的姊妹舰卡尔斯鲁厄号

1917年11月17日，柯尼斯堡号参与了第二次黑尔戈兰海战。它在当时被分配至第二侦察集群，继续担当罗伊特的旗舰。与同部队的另外三艘小巡洋舰一起，柯尼斯堡号负责护送扫雷舰前往清理由英国人布设的雷区。战列舰皇帝号和皇后号则从后提供远程支援。由六艘战列巡洋舰支持的一支英国轻巡洋舰部队袭击了德国的扫雷舰。柯尼斯堡号随即为出逃的扫雷舰提供掩护，然后籍着烟幕撤退。在交战的过程中，战列巡洋舰反击号对柯尼斯堡号取得一次命中，造成的损伤极小但引发了严重的火灾。中弹后的舰只航速被迫下降至17節（31每小時），但那时德国战列舰已经介入。随着德国战列舰抵达现场，英国人中止了攻击，德国人也在此后离开。
1918年4月23－24日，柯尼斯堡号参加了一个无果的舰队行动，攻击前往挪威的英国船队。第一与第二侦察集群、连同第二鱼雷艇区舰队，意图向一支前往挪威、戒备森严的英国护航队发动袭击，公海舰队余部则提供远程支援。然而，德国人未能找到船队的位置，后者实际上在舰队离港的前一天便已出航。结果，公海舰队总司令、海军上将赖因哈德·舍尔中断了行动并返回港口。

### 结局
1918年10月，柯尼斯堡号及第二侦察集群余部受命将主导针对英国皇家海军的终极决战。其中柯尼斯堡号、皮劳号、科隆号和德累斯顿号将攻击泰晤士河口的商船运输，而卡尔斯鲁厄号、纽伦堡号和格劳登茨号则要炮击法兰德斯的目标，以引出英国大舰队。此时已升任海军总参谋长的海军大将舍尔与公海舰队新任总司令、海军上将弗朗茨·冯·希佩尔计划不惜以舰队一切代价尽可能重创英国海军，以确保德国获得更好的谈判地位。10月29日上午，将于次日从威廉港启航的命令正式下达。然而从当天夜晚开始，图林根号战列舰及其它几艘战列舰的水兵发生叛变。动荡最终迫使舍尔和希佩尔取消了行动。当得知这一情况后，德皇威廉二世哀呼，“我已不再拥有海军”。
当舰队大部受到混乱的困扰时，海军准将安德烈亚斯·米歇尔森组织了一个集群，将攻击任何企图在舰队混乱期间占便宜的英国人。他拼凑了大约60艘舰船，其中包括柯尼斯堡号和其它几艘小巡洋舰。11月9日，有关英国人在德意志湾活动的报告促使柯尼斯堡号和几艘小巡洋舰进行了扫荡。在报道被证实有误之后，区舰队回到了博尔库姆，并在那里得知了德皇退位的消息。当终结战事的《康边停战协定》签署后，柯尼斯堡号搭载着海军少将胡戈·莫伊雷尔前往斯卡帕湾，与大舰队总司令、海军上将戴维·贝蒂就德国舰队的拘禁地点展开磋商。该舰悬挂白旗，于11月15日抵达斯卡帕湾。一致认可的安排是公海舰队先在北海与协约国联合舰队会合，然后前往福斯湾，继而再转移至斯卡帕湾——它们将被拘禁在那里。公海舰队的大部分舰只，包括柯尼斯堡号的姊妹舰卡尔斯鲁厄号、埃姆登号和纽伦堡号，都在罗伊特的指挥下被关押在斯卡帕湾的英国海军基地。但柯尼斯堡号却留在了德国，在舰队被关押之前，莫伊雷尔已从与贝蒂的谈判中返回。1919年6月21日，罗伊特下令凿沉了舰队。
与此同时，柯尼斯堡号于1920年5月31日正式从德国海军名录中除籍，并根据《凡尔赛条约》的条款交予协约国处置。1920年7月20日，它以“A”为代号送抵法国瑟堡，并在更名为“梅斯号”（Metz）后投入法国海军服役。梅斯号于1920年代中期参加了里夫戰爭；1925年9月7日，它与战列舰巴黎号和巡洋舰斯特拉斯堡号一同，负责支援在北非登陆的法国陆军。这三艘舰为登陆部队提供了猛烈的火炮支援。梅斯号一直服役至1933年，然后于同年8月18日从法国海军名录中除籍，并最终于1936年在布雷斯特拆解报废。